# Serie A2 d'Eccellenza 1997-1998
Il campionato di Serie A2 d'Eccellenza di pallacanestro femminile 1997-1998 è stato il quarto e ultimo; è stato il secondo livello della settantaduesima stagione disputata in Italia.
La stagione non prevedeva retrocessioni. La Spezia, Varese e Bari sono promosse in Serie A1, le altre vengono ammesse alla Serie A2.

## Classifica
|  | Pos. | Squadra              | Pt | G  | V  | P  | PtF | PtS |
|  | ---- | -------------------- | -- | -- | -- | -- | --- | --- |
|  | 1.   | La Spezia            | 56 | 30 | 28 | 2  | -   | -   |
|  | 2.   | Varese               | 54 | 30 | 27 | 3  | -   | -   |
|  | 3.   | Pasta Ambra Bari     | 50 | 30 | 25 | 5  | -   | -   |
|  | 4.   | Valdarno             | 44 | 30 | 22 | 8  | -   | -   |
|  | 5.   | Brescia              | 42 | 30 | 21 | 9  | -   | -   |
|  | 6.   | Porto Sant'Elpidio   | 36 | 30 | 18 | 12 | -   | -   |
|  | 7.   | Prato                | 34 | 30 | 17 | 13 | -   | -   |
|  | 8.   | Basket Costa Catania | 28 | 30 | 14 | 16 | -   | -   |
|  | 9.   | Pozzuoli             | 28 | 30 | 14 | 16 | -   | -   |
|  | 10.  | Termini Imerese      | 26 | 30 | 13 | 17 | -   | -   |
|  | 11.  | Firenze              | 24 | 30 | 12 | 18 | -   | -   |
|  | 12.  | Cagliari             | 24 | 30 | 12 | 18 | -   | -   |
|  | 13.  | Sesto San Giovanni   | 14 | 30 | 7  | 23 | -   | -   |
|  | 14.  | Sassari              | 6  | 30 | 3  | 27 | -   | -   |
|  | 15.  | Reggio Calabria      | 6  | 30 | 3  | 27 | -   | -   |
|  | 16.  | Palermo              | 0  | 30 | 0  | 30 | -   | -   |

## Verdetti
- Promossa in Serie A1:  La Spezia
- Promossa in Serie A1:  Varese
- Promossa in Serie A1:  Pasta Ambra Bari
- Rinunciano alla Serie A2:  Prato e Sassari